# 오토데스크 3ds 맥스

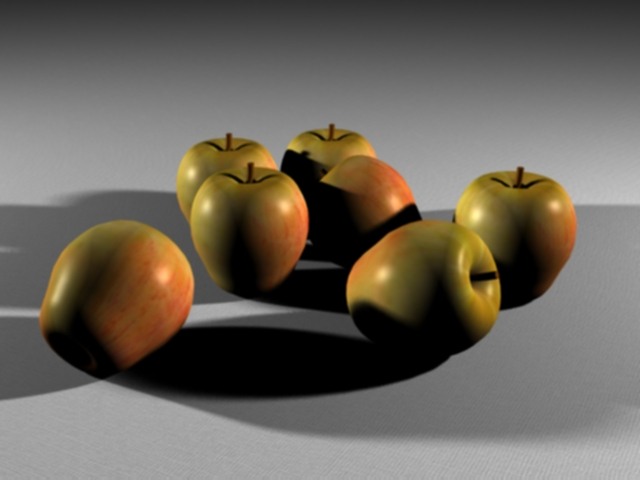
3ds 맥스로 만든 사과.

3ds 맥스(3ds Max, 이전 이름: 사이버 스튜디오 / Cyber Studio / 3D 스튜디오 맥스 / 3D Studio Max)는 오토데스크 미디어 및 엔터테인먼트에서 개발된 3차원 컴퓨터 그래픽스를 위한 디자인 소프트웨어이다. 도스용으로 개발된 3D 스튜디오의 후속 버전으로 마이크로소프트 윈도우 플랫폼에서 작동한다.
주로 사용되는 용도는 엔터테인먼트 분야이고 3ds max design이라는 소프트웨어도 있지만 3ds max와 겉모습은 같지만 주 사용처는 다르다. 3ds max design은 주로 건축에 쓰인다고 한다.
3ds max는 모델링, 애니메이션, 렌더링 등등 많은 기능을 지원하고 있어 3d애니메이션이나 VFX, 게임 등 (주로 엔터테인먼트 분야)에 활용하기 유용하다. 모델링은 지브러쉬(ZBrush)나 머드박스 소프트웨어와 같은 조각(sculpting)기능은 없다. 비슷한 프로그램으로 동일한 개발사에서 개발된 Maya, Softimage 그리고 Maxon사에서 개발한 Cinema 4D 등이 있으며 이 소프트웨어들도 주로 엔터테인먼트 분야에 많은 활용을 하고 각기 다른 특징이 있기 때문에 어떤 소프트웨어가 좋다라고 설명하기에는 무리가 있다.

## 같이 보기
- .3ds
- 블렌더 (오픈 소스 프로그램)
- 3ds 맥스로 만든 작품 목록